# Waynesville, Ohio
Waynesville là một làng thuộc quận Warren, tiểu bang Ohio, Hoa Kỳ. Năm 2010, dân số của làng này là 2834 người.

## Dân số
- Dân số năm 2000: 2558 người.
- Dân số năm 2010: 2834 người.